# Sonseed
Sonseed es una banda de Pop procedente de Brooklyn, Nueva York EUA formada a finales de los años 70. Sus canciones están relacionadas con el Cristianismo. 

## Primeros años
Sonseed empezó a tocar en la capilla de Brooklyn. Su único álbum, First Fruit, fue lanzado en 1983. Sal Polichetti también ha anunciado que en el verano de 2009 Sonseed lanzará un EP en la Arena Rock Records, que incluye selecciones del primer álbum original, First Fruit.
Entonces, Nicky Sciarra se convirtió en gerente de distrito de la Junta Comunitaria 7 en Sunset Park, Brooklyn. Murió en 1993, aparentemente después de atragantarse con un bocadillo de queso.

## Lo mejor de Sonseed
La banda entró en el centro de atención en 2008, al realizar su canción "Jesus Is A Friend Of Mine ', en un programa de televisión religiosa, apareció en el blog Dougsploitation y, posteriormente, se convirtió en un éxito de YouTube, donde generó varias parodias. Polichetti interpretó la canción en vivo en el Bowery Poetry Club en Nueva York el 14 de noviembre de 2009 con la banda de ska swing Tri-State Conspiracy.

## Álbumes
- First Fruit (1983) - (Rock)
- "Jesus Is A Friend Of Mine" Youtube Hit (2008) - (Rock Cristiano)
- Sonseed & Arena Rock (2009) - (Arena rock)
- Just Can't Get Enough (Of Jesus!!!) - (Power Pop)

- Datos: Q1750861